# Tesfaye Woldemariam Fesuh
Tesfaye Woldemariam Fesuh (* 15. Mai 1961 in Alitena, Provinz Tigray) ist ein äthiopischer Geistlicher und Apostolischer Visitator für die äthiopisch-katholischen Gläubigen in den USA und Kanada.

## Leben
Nach dem Studium der Philosophie und der Katholischen Theologie am Institut St. Franziskus in Addis Abeba empfing Tesfaye Woldemariam Fesuh 1988 das Sakrament der Priesterweihe für die Erzeparchie Addis Abeba.
Von 1989 bis 1994 war Tesfaye Woldemariam Fesuh als Regens des Kleinen Seminars in Addis Abeba tätig. 1995 setzte Fesuh seine Studien an der Päpstlichen Universität Heiliger Thomas von Aquin in Rom fort, wo er 1998 ein Lizenziat im Fach Moraltheologie und einen Magister im Fach Ökumenische Theologie erwarb. Nach der Rückkehr in seine Heimat lehrte Tesfaye Woldemariam Fesuh Moraltheologie am Institut St. Franziskus in Addis Abeba. Zudem war er Verwalter des Kleinen Seminars und Diözesankanzler. 2001 wurde Fesuh in die USA entsandt, wo er in Washington, D.C. als Seelsorger für die äthiopisch-katholischen Gläubigen tätig war. Von 2007 bis 2011 war er Pfarrvikar der Pfarrei Most Blessed Sacrament in Washington. 2015 wurde Tesfaye Woldemariam Fesuh Protosynkellos der Erzeparchie Addis Abeba und erneut Diözesankanzler.
Am 2. Juli 2020 ernannte ihn Papst Franziskus zum Apostolischen Visitator für die äthiopisch-katholischen Gläubigen in den USA und Kanada.